# 苏尔姆河谷圣马丁
苏尔姆河谷圣马丁是奥地利施蒂利亚州德意志兰茨贝格县的一个市镇。总面积39.17平方公里，总人口3052人，人口密度78人/平方公里（2015年）。